# جیانلوکا پالمیتری
جیانلوکا پالمیتری (انگلیسی: Gianluca Palmiteri؛ زادهٔ ۲۴ ژانویهٔ ۱۹۸۸) بازیکن فوتبال اهل ایتالیا است.
از باشگاه‌هایی که در آن بازی کرده‌است می‌توان به باشگاه فوتبال پالرمو اشاره کرد.
وی همچنین در تیم ملی فوتبال Italy U-16 بازی کرده‌است.